# Van Nul tot Nu
Van Nul tot Nu is een reeks stripverhalen waarin de geschiedenis van Nederland centraal staat. De eerste vier delen behandelen de historische feiten min of meer chronologisch, terwijl het vijfde deel op basis van afzonderlijke thema's werkt. De strip is geschreven door Thom Roep en getekend door Co Loerakker.

## Verhaal
De eerste vier delen zijn opgesteld als een lang, chronologisch verhaal, verteld door een oude man genaamd Methusalem de Tijdt. Zijn toehoorder is Ankie Verhagen, een jonge remigrante uit Australië die nu weer in Amsterdam woont. Omdat Ankie zo lang in het buitenland doorgebracht heeft, kan ze de Nederlandse geschiedenislessen niet goed volgen. Ze loopt op straat toevallig Methusalem tegen het lijf, die veel van de Nederlandse geschiedenis weet. Methusalem biedt Ankie aan haar bij hem thuis bij te spijkeren. 
In het tweede deel bezoeken De Tijdt en Verhagen ook het Rijksmuseum als hij met zijn verhaal is aangekomen in die periode. Daar bezichtigen ze onder meer Het Melkmeisje van Johannes Vermeer en De Nachtwacht van Rembrandt van Rijn. In het tweede deel, dat onder meer de napoleontische tijd behandelt, zijn ze ook op het Waterlooplein waar ze een buste van Napoleon zien. Aan het begin van het vierde deel bezoeken ze het Anne Frank Huis. 
Methusalem de Tijdt heeft zelf ook allerlei bijzondere voorwerpen in huis die met zijn verhalen te maken hebben, zoals een zeer oude urn en zelfs een opgezette gorilla (als hij het over Darwin heeft). De Tijdt laat tijdens zijn verhaal soms via vage opmerkingen doorschemeren dat hij persoonlijk bij alle gebeurtenissen aanwezig is geweest. Zo beweert hij een harnas persoonlijk van graaf Floris V van Holland te hebben gekregen, aan Rembrandt van Rijn geld te hebben geleend toen deze krap bij kas zat, en laat hij zijn persoonsbewijs uit de Tweede Wereldoorlog aan Ankie zien.
Ieder deel beslaat een jaar voor Ankie en Methusalem, zodat Ankie in het begin 9 (bijna 10) jaar oud en in het vierde deel 13 jaar is.

## Achtergrond
De makers lieten zich inspireren door het stripalbum Wij Belgen, dat over de Belgische geschiedenis gaat. Omdat Roep en Loerakker Wij Belgen echter een nogal "statische versie met veel blokken tekst" vonden, probeerden ze van Van Nul tot Nu een iets levendigere en humoristischere strip te maken. 
De reeks verscheen in eerste instantie van 1982 tot en met 1987 in het weekblad Donald Duck en werd later in vier delen gepubliceerd door Oberon b.v. en hierna als herdruk bij uitgeverij Big Balloon. Een aantal jaren na het verschijnen van dit kwartet is er een enigszins afwijkend vijfde deel uitgekomen over de geschiedenis van het dagelijks leven, dat voorgepubliceerd werd in Sjors en Sjimmie Stripblad en dat vervolgens als eerste druk bij Big Balloon verscheen. In 1990 verscheen er in de Donald Duck nog een reeks middenplaten die als kalender werden gepubliceerd.
De scènes die zich afspelen in het heden, dus die met Ankie en Methusalem, zijn realistisch getekend. De historische gebeurtenissen zelf zijn in een veel lossere en veelal komische stijl getekend. Bij zware onderwerpen (zoals de Tweede Wereldoorlog en de moord op de gebroeders De Witt) draagt de strip soms een wat ernstiger sfeer uit.

## Albums
- Deel 1: De vaderlandse geschiedenis tot 1648

De eerste mensen in Nederland, de Romeinen en de Bataven, kruistochten, Middeleeuwen, Bourgondische tijd, de Habsburgers, Tachtigjarige Oorlog.
- Deel 2: De vaderlandse geschiedenis van 1648 tot 1815

De Gouden Eeuw, de Verenigde Oostindische Compagnie, rampjaar 1672, periode van neergang, Bataafse Republiek, Franse tijd, Slag bij Waterloo.
- Deel 3: De vaderlandse geschiedenis van 1815 tot 1940

Opkomst van handel en industrie, onafhankelijkheid België, grondwetsherziening van 1848, ontstaan politieke partijen, Eerste Wereldoorlog, opkomst van het fascisme, begin van de Tweede Wereldoorlog.
- Deel 4: De vaderlandse geschiedenis vanaf 1940

Duitse bezetting,  bevrijding, Indonesië onafhankelijk, wederopbouw, koude oorlog, provo, oliecrisis, protestbewegingen, Europese Samenwerking. Het vierde deel eindigde oorspronkelijk in het midden van de jaren 1980. Bij heruitgave in 2004 werd dit deel uitgebreid met 9 bladzijden, waarbij onder meer het migratieprobleem, de Val van het IJzeren Gordijn en het einde van de Koude Oorlog, de eerste Golfoorlog en de oorlog in ex-Joegoslavië worden aangesneden. De tekenstijl is op deze pagina's opvallend losser in vergelijking met de rest van het album.
- Deel 5: De geschiedenis van het dagelijks leven

Deel 5 bevat een zestal afzonderlijke onderwerpen over het dagelijks leven betreffende de vaderlandse geschiedenis. In dit album doen Methusalem de Tijdt en Ankie Verhagen niet mee. Wonen, eten, het schrift, misdaad en straf en seksualiteit door de eeuwen heen worden behandeld. De geschiedenis van de gewone man en vrouw. In tegenstelling tot de andere vier delen is dit deel niet in Donald Duck verschenen, maar in Sjors en Sjimmie Stripblad, mogelijk vanwege de wat 'volwassener' onderwerpen. De grote prenten die ook in dit album voorkomen zijn in 1990 wel in Donald Duck als kalender verschenen.
De albums 1 t/m 4 bevatten aan het eind van elk album een chronologisch overzicht en een register. Deze albums bevatten een voorplaat met daarop een optocht van mensen die leefden in de in dat album behandelde periode van de vaderlandse geschiedenis. Op album 5 staat een voorplaat van een standbeeld met als titel "Willem de Zoveelste" met daaromheen mensen die deel uitmaken van een alledaags straatbeeld.
Op de achterkant van de oorspronkelijke albums stond een foto met beroemdheden uit de vaderlandse geschiedenis en de auteurs Roep en Loerakker. De hier afgebeelde beroemdheden – Johan de Witt, toenmalig koningin Beatrix, Michiel de Ruyter, Willem van Oranje, Napoleon Bonaparte, Floris V, Willem III en Maria Stuart – zijn in werkelijkheid wassen beelden uit het museum Madame Tussauds.

## Fouten en anachronismen

### Deel 1
- Op bladzijde 22 draagt de ridder zijn lijfeigene op om de aardappels te rooien – in werkelijkheid kwam dit gewas pas in de 17e eeuw in Europa in zwang. De thee die de Engelse prins op bladzijde 34 nuttigt kwam eveneens pas later naar Europa. Op bladzijde 38 wordt de mythe bestendigd dat men in de middeleeuwen dacht dat de aarde plat is. Dit klopt slechts ten dele. De meeste geletterde mensen wisten dat de aarde een bol is. Het was dapper van Columbus om de tocht te maken, omdat wetenschappers het niet eens waren over de omtrek van de aarde en de benodigde reisduur om Indië te bereiken. Columbus dacht dat de aarde veel kleiner was. Hij zat dus fout, maar zijn tocht heeft er wel toe geleid dat de Europeanen opnieuw kennis maakten met het Amerikaanse continent.

### Deel 3
- Op bladzijde 28 wordt Sarajevo een Servische stad genoemd. Daarbij wordt de stad op een kaart afgebeeld alsof het zich middenin Servië bevindt. Sarajevo is een Bosnische stad en lag in 1914 in Oostenrijk-Hongarije, dus niet in Servië.

### Deel 4
- In de eerste druk werd per abuis vermeld dat de Februaristaking zich in het jaar 1942 afspeelde in plaats van in 1941. Een ander (nog niet weggewerkt) foutje is de vermelding dat het kabinet-Kok I in 1993 aantrad, terwijl dit in 1994 was.

## Toespelingen
- Methusalem de Tijdt woont op de tweede verdieping aan de Zandlopersgracht. Zijn buurman die op de begane grond woont heet P. den Doodt en heeft nachtdienst, zo laat De Tijdt in deel 1 op de allereerste pagina weten. In de gang staat een zeis en er hangt een mantel aan de kapstok, alle attributen die Magere Hein gebruikt.
- Als Methusalem een boek uit zijn boekenkast pakt of juist weer terugplaatst, is te zien dat er boeken staan die namen bevatten van diverse medewerkers van het weekblad Donald Duck in de periode waarin Van Nul tot Nu in dat blad werd gepubliceerd. Zo zijn bijvoorbeeld de namen van Lucas Abedy, Harry Balm, Cees de Groot, Joan Lommen en Eddy Schuylenburg te zien.
- Er zijn geregeld personages te zien uit allerlei bekende strips, zoals De avonturen van Kuifje, Suske en Wiske, Lucky Luke, Asterix en Obelix, en uit de Donald Duck. In deel 2 zijn Agent 327 en Billie Turf even te zien. Andrew Carnegie en Wim Duisenberg worden in deel 3 resp. deel 4 voorgesteld als Dagobert Duck.
- Methusalem is een figuur uit de Hebreeuwse Bijbel, die bijna 1000 jaar zou hebben geleefd en daarmee de oudste mens ooit zou zijn.

### Deel 1
- Tijdens een middeleeuwse ridderoptocht wordt de tune van Ivanhoe gezongen.
- De "broer van de Engelse koning" op bladzijde 34 wordt voorgesteld als prins Charles.

### Deel 2
- Op blz. 21 is Jean de La Fontaine te zien tussen de hofhouding die Lodewijk XIV voorbij ziet komen. Op blz. 23 is Jean de La Fontaine ook te zien tussen de Franse soldaten die in Gelderland aankomen.
- Op blz. 34 is ET te zien.
- Op blz. 53 staan op het eerste plaatje in de tweede strook de twee auteurs van het verhaal afgebeeld als personages van die tijd. Thom Roep is Thomas Pennelikker, onderwijzer van beroep, terwijl Co Loerakker een werkman is met de naam Jacob Janszoon.

### Deel 4
- De verzetsdaad van de kleine jongen ("Wo ist der Bahnhof?") op blz. 7 lijkt te verwijzen naar een bekende sketch van Van Kooten en De Bie.
- De auteurs hebben zichzelf helemaal rechts achteraan op de cover van dit album afgebeeld. Ze verschijnen op blz. 36 ook in de rij aan het loket voor uitkeringen.
- De Russische soldaat in het midden van de derde strook op pagina 10 is een verwijzing naar de foto Kombat [en].
- Op de cover van het album valt ook Wubbo Ockels, de eerste Nederlandse astronaut, duidelijk te herkennen.
- Als Ankie aan het einde van het vierde deel in zichzelf loopt te praten, loopt ze langs een gevel waar een beeld van Vadertje Tijd op is geplaatst. Het beeld lijkt sprekend op Methusalem.

### Deel 5
- Op pagina 24 doet Sjef van Oekel zich te goed aan patat en junkfood.
- Op pagina 26 staat Kniertje, een van de personages uit Herman Heijermans' werk Op hoop van zegen, rouwend voor een aantal graven en zegt de beroemde woorden: "Den visch wordt duur betaald".
- Op de grote prent van pagina 52 en 53 is de intocht van Sinterklaas afgebeeld. Vanaf een flatbalkon staat de Kerstman balend toe te kijken.